# SoPC
SoPC, acronyme de « System on Programmable Chip » (système sur puce reprogrammable en français), désigne un système complet embarqué sur une puce reprogrammable de type FPGA, pouvant comprendre de la mémoire (data / code), un ou plusieurs processeurs softcores, des périphériques d'interface, ou tout autre composant nécessaire à la réalisation de la fonction attendue.